# Atthaphol Sirithah
Atthaphol Sirithahan (ur. 10 listopada 1993) – tajski zapaśnik w stylu klasycznym.
Dziesiąty na igrzyskach azjatyckich w 2014 i 2022. Dziewiąty na mistrzostwach Azji w 2013. Trzykrotny medalista igrzysk Azji Południowo-Wschodniej: srebrny w 2013 i 2023, brązowy w 2011.
Zajął 29. miejsce na mistrzostwach świata juniorów w 2012 roku.